# Ekspresjonizm (sztuka)

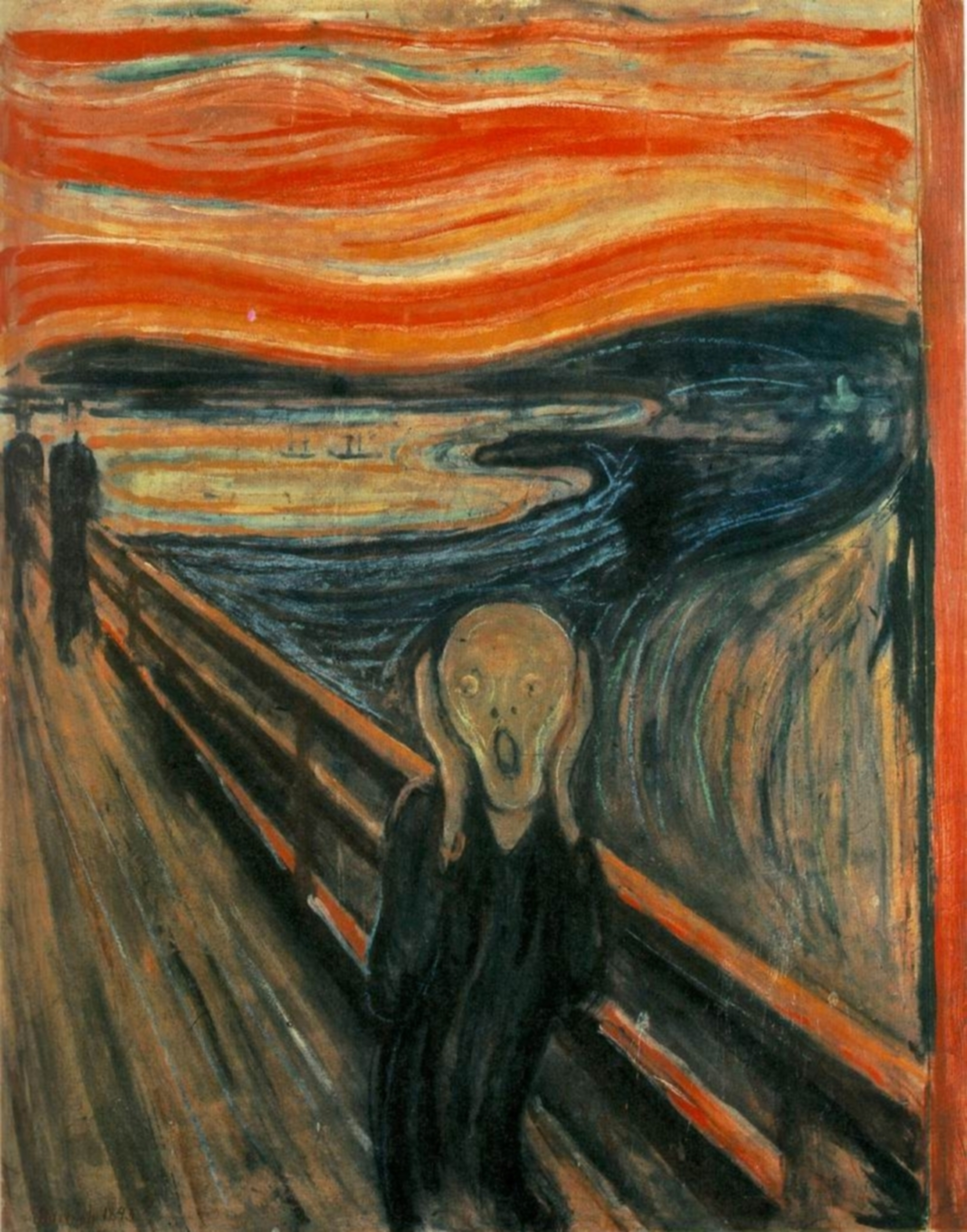
Edvard Munch, Krzyk (1893)

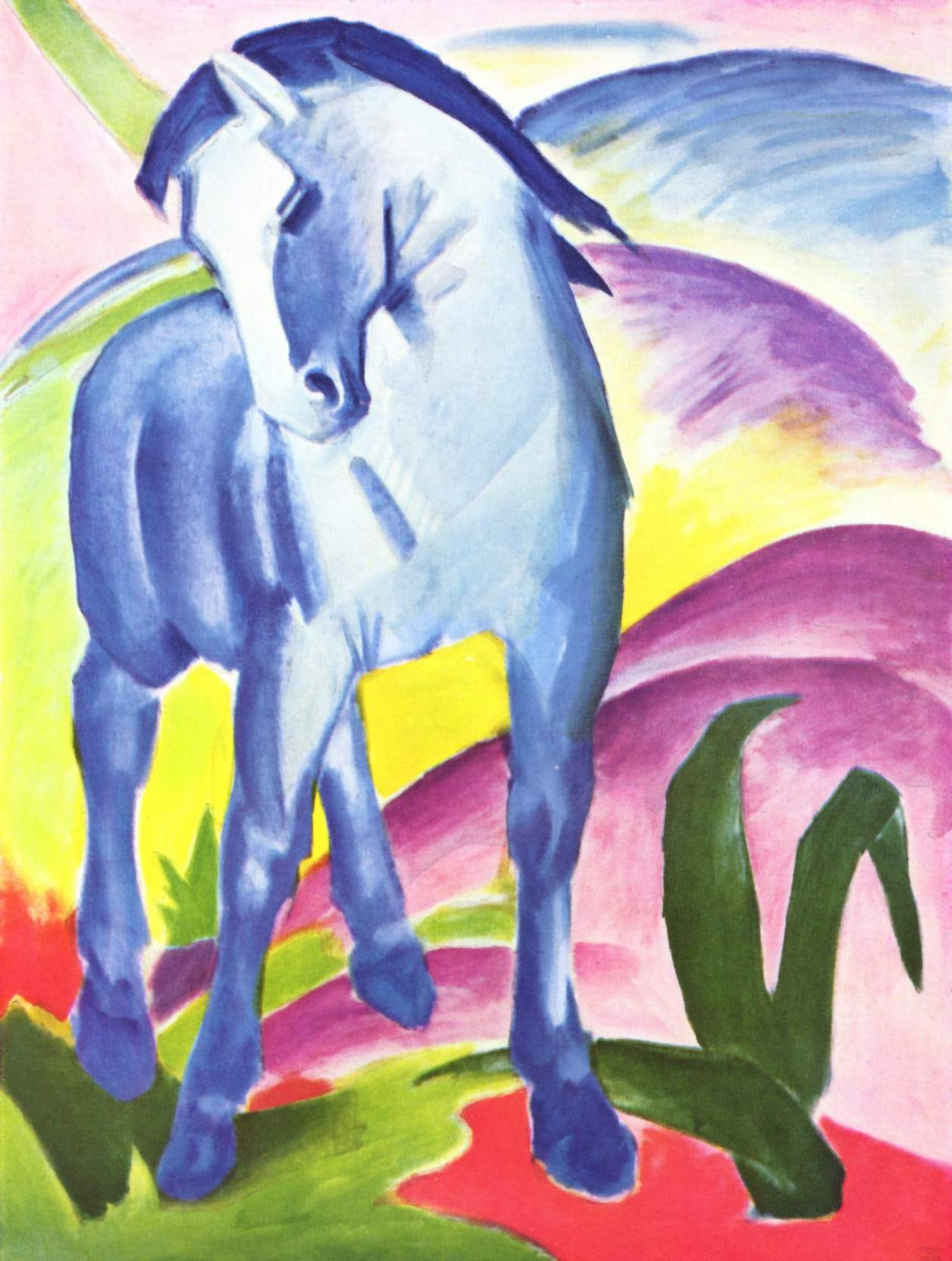
Franz Marc, Niebieski koń I (1911)

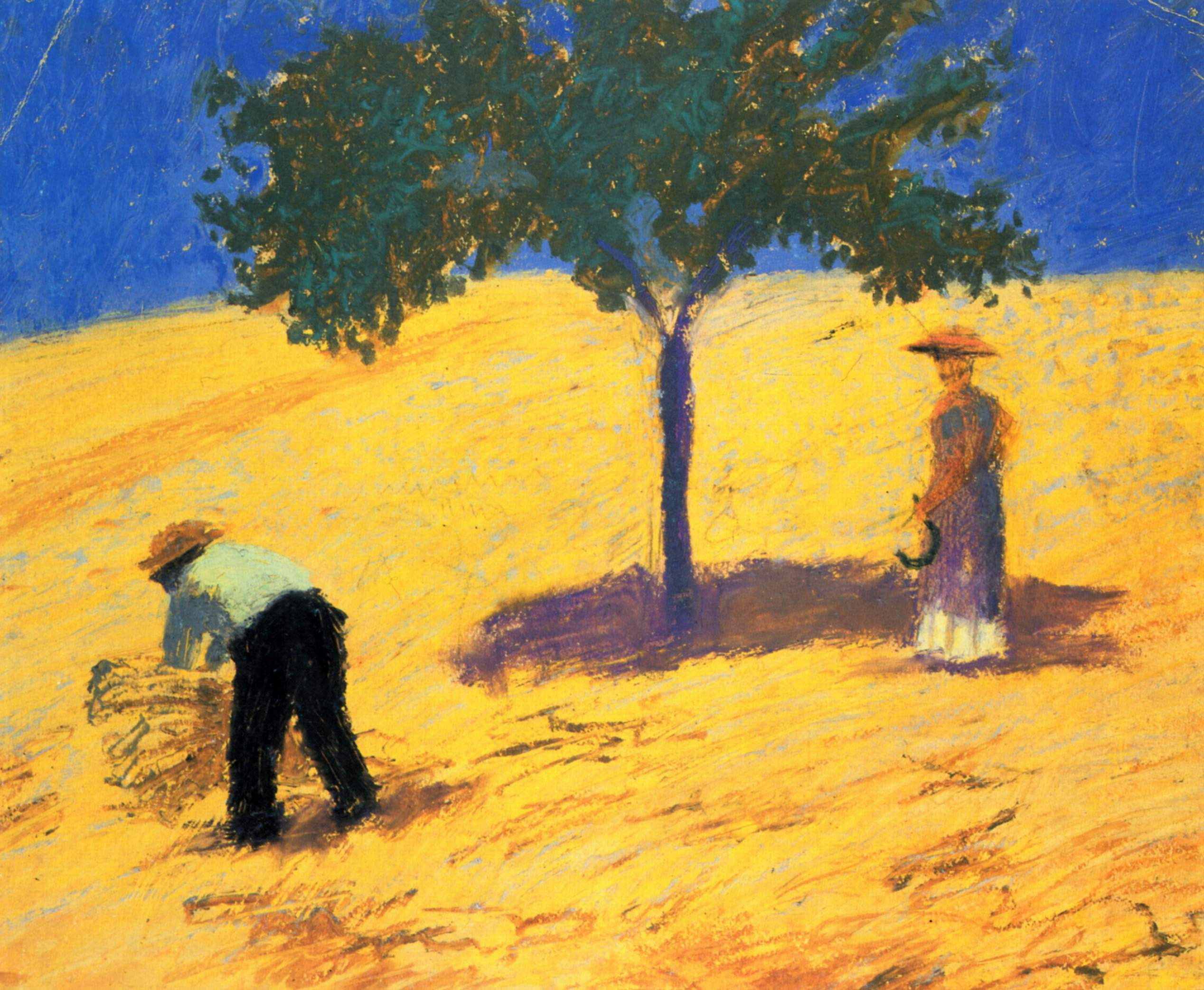
August Macke, Drzewo na polu zboża (1907)

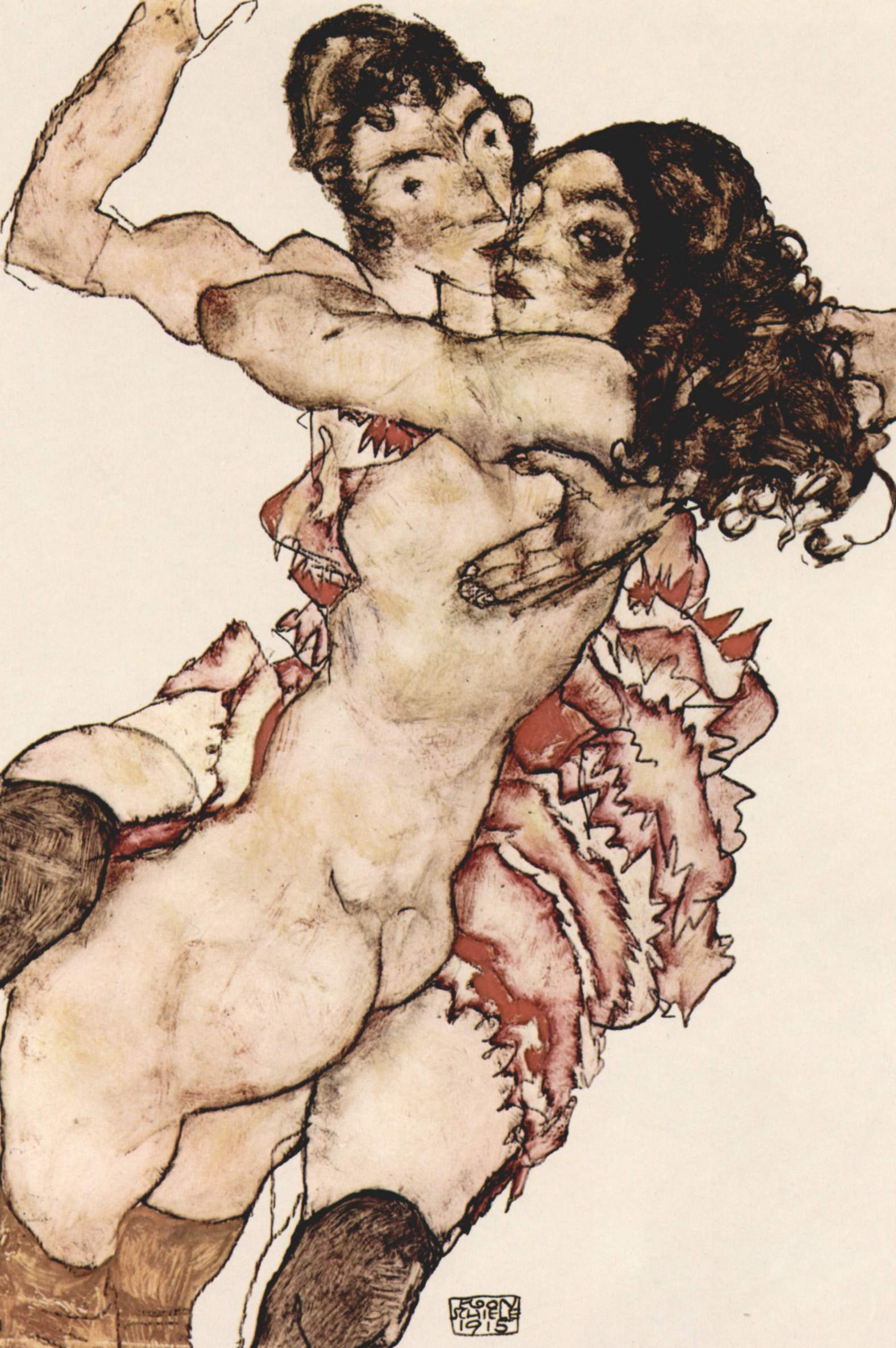
Egon Schiele, Małżeństwo (1915)

Ekspresjonizm – terminu tego po raz pierwszy użył dla oznaczenia swojej sztuki francuski malarz Julien-Auguste Hervè w 1901 roku, nadając tę nazwę cyklowi swoich obrazów wystawionych w Salonie Niezależnych. Kierunek w sztuce rozwinął się na dobre na początku XX w. w Niemczech, ale korzeniami sięga do eksperymentów artystycznych wielkich twórców schyłku XIX w.: Edwarda Muncha, Jamesa Ensora i Paula Gauguina, których można określić jako prekursorów ekspresjonizmu.
Ekspresja (łac. expressio – wyrażać) to wyrazistość, siła oddziaływania dzieła na odbiorcę, na emocjonalną sferę jego psychiki. „Dzieło ekspresyjne” i „ekspresjonistyczne” to dwa osobne pojęcia.
Po raz pierwszy w 1911 r. autor książki „Abstraktion und Einfühlung” Wilhelm Worringer w studium o malarstwie na łamach czasopisma „Der Sturm” wspomniał paryskich syntetystów i ekspresjonistów Cézanne’a, Van Gogha i Matisse’a.
W roku 1912 nazwą tą określano wystawiającą w galerii Der Sturm grupę „Der Blaue Reiter”.
Cechy charakterystyczne to deformacja i ostro zamalowywane kontury przedmiotów. Ekspresjonizm miał na celu wyrażenie uczuć artysty. Przeciwstawiał się naturalizmowi. Wyraźna mimika w teatrze, w kinie kontrast barw.

## Postawa wobec rzeczywistości
Ekspresjonizm odrzucał mentalność i obyczajowość mieszczańską. Postulował „odnowę sztuk” i twierdził, że poprzez deformację rzeczywistości przedstawianej w dziełach uzyskuje się obraz realności „bardziej ludzkiej”, co prowadzić ma do moralnej odnowy ludzkości.
Franz Marc: Nowe pokolenie nie chce (i nie może) żyć równie beztrosko, co poprzednicy, nie wiąże się z tym jednak pogarda dla przeszłości. Świat zmienił się całkowicie i artyści, aby pozostać aktualni wobec rzeczywistości, muszą „przeciąć pępowinę łączącą ich z przeszłością”. „Świat rodzi nowe czasy. Nie wiemy tylko, czy nadszedł już czas odrzucenia starego świata. (...) Oto niepokojące pytanie naszych czasów”.
Poczucie kryzysu:
- niepokój, nieprzystosowanie, zaburzenia nerwicowe, apokaliptyczne zagrożenie
- przyspieszona industrializacja w Niemczech zachwiała porządek moralny, doprowadziła do rozluźnienia więzów międzyludzkich, przyspieszyła „zabójczo” rytm życia, przyczyniła się do pojawienia się różnych uzależnień
- rzeczywistość okazała się „miażdżącą machiną” dla żyjącej w niej jednostki, dlatego należy ją zniszczyć (zdeformować)
- pogłębianie się przepaści między pokoleniami (częste motywy walki ojca z synem), należy ją zniszczyć (zdeformować)
- gloryfikacja buntu przeciw wszystkim symbolom ustalonego porządku (rodzina, profesorowie, władza państwowa, armia) + solidarność z żyjącymi na marginesie społeczeństwa (biedacy, prostytutki, szaleńcy, młodzież)

I wojna światowa:
- oczekiwanie na odnowienie świata po katastrofie wojny – ma się to dokonać nie przez reformy społeczne, ale przez wewnętrzną odnowę każdego człowieka: przez wyrzeczenia, do doskonałości.
- wywołała tendencje pacyfistyczne i oczekiwanie na „nowego człowieka”.

Zaangażowanie polityczne:
- głównie w ruchach komunistycznych (Herbert Kühn: socjalizm, tak jak ekspresjonizm występuje przeciw intelektualnemu barbarzyństwu, maszynie i centralizacji, broni natomiast ducha, Boga i człowieczeństwa w człowieku)
- Yvan Goll: „Ekspresjonizm to pierwiastek intelektualny walczący ze światem potęgi materialnej, bunt sumienia przeciw posłuszeństwu, krzyk serca przeciw masakrze i milczeniu uciśnionych”.

## Koncepcja artystyczna
- protest przeciw naturalizmowi i impresjonizmowi (kopiowaniu rzeczywistości), także tendencjom konstruktywistycznym sztuki Cézanne’a w imię skrajnego subiektywizmu w odczuciach i sposobach ich artystycznego wyrazu;
- Herwarth Walden: „Malarz przedstawia to, co postrzega w najgłębszych warstwach swej świadomości, wyraża samego siebie, przemijająca rzeczywistość jest dlań jedynie symbolem, angażuje w ów proces samego siebie: to, co świat zewnętrzny zapisuje w jego świadomości, on z kolei wyraża od wewnątrz”.
- odzwierciedlanie głębokiej jaźni artysty;
- Herbert Kühn: „W przypadku ekspresjonizmu, między tym, co ma być przedstawione, a samym przedmiotem istnieje głęboka przepaść. Przedstawiony przedmiot nie jest prostą projekcją tego, co prezentuje, lecz zaproszeniem do zrozumienia tego, co rzeczywiście przedstawia. To, co ma być przedstawione, rozpoczyna się niejako poza samym obrazem.”
- uwolnienie od wszystkiego, co narzuca zewnętrzna rzeczywistość i zrekonstruowanie jej;
- nawiązania do filozofii Nietzschego (indywidualizm), Schopenhauera (pesymizm), Bergsona (duża rola intuicji);

## Środki formalne
- stosowanie sugestywnego koloru, często w kontrastowych (dysonansowych) zestawieniach, użycie aktywnych faktur, eksponowanie graficznego szkieletu kompozycji i koła lapidarność formy, deformacja uwypuklająca brzydotę (antyestetyzm)
- niekiedy ważniejsza forma niż treść obrazu
- pismo „Die Weissen Blätter”: „Koncentracja, oszczędność, ogromna siła, starannie skomponowana forma, patos wyrażający wewnętrzne napięcie”.
- egzaltacja, deformacja, paroksyzm
- intensywne barwy

## Grupy, artyści, pisma
- 1927 Herwarth Walden w „Der Sturm” ustalił chronologię historyczną:

Oskar Kokoschka, futuryści, zwłaszcza Boccioni, Rosjanie Kandinsky i Chagall, Niemcy Franz Marc i August Macke, Szwajcar Paul Klee, Francuzi Albert Gleizes, Robert Delaunay i Fernand Leger, Szwed Carl Fredrik Hill.
- 1905 Drezno: powstała spokrewniona z fowizmem grupa „Die Brücke”
  - pomysł założenia wyszedł od studenta architektury Ernsta Ludwiga Kirchnera, pierwszymi członkami byli jego przyjaciele: Fritz Bleyl, Erich Heckel i Karl Schmidt-Rottluff (później: Emil Nolde, Max Pechstein, Otto Mueller).
  - malarze powoływali się na Gauguina i Van Gogha (tj. preekspresjoniści), ale głównie ze względów „duchowych”
  - poszukiwanie ukrytej obecności natury, stosowanie przejaskrawienia i brutalności
  - operowanie dużymi, niezróżnicowanymi płaszczyznami barwnymi, mocnym konturem
  - akty w plenerze (jako utopia wolnego od cywilizacji organicznego bytowania) oraz motywy wielkomiejskie (nocne lokale, cyrki, ulica)
  - Kirchner: najsilniej indywidualny charakter twórczości, czerpał z neoimpresjonistów, Van Gogha, Muncha, inspiracje kulturami prymitywnymi (na przykład polinezyjską) i niemieckim średniowieczem
- członkowie grupy zyskali w większości uznanie, Otto Mueller został profesorem Akademii Wrocławskiej, Pechstein – członkiem Pruessische Akademie der Künste, podobnie Kirchner i Schmidt-Rottluff. Pozycje utracili w 1933, pod dojściu Hitlera do władzy.
- obrazy:
  - Kirchner: „Dziewczyna z japońską parasolką”, „Woltyżerka”, „Poranek nad jeziorem”, „Sanki na śniegu”
  - Heckel: „Przejrzysty dzień”, „Leżąca kobieta”, „Białe konie cyrkowe”
  - Schmidt-Rottluff: „Przerwa w atelier”, „Faryzeusze”, „Latarnie nad Bałtykiem”, „Pejzaż morski”
  - Nolde: „Pokłon trzech króli”, „Taniec przed złotym cielcem”, „Panny mądre i głupie”, „Ostatnia wieczerza”
  - Pechstein: „Wazon z kwiatami i 2 akty”, „Dwa akty”, „W lesie”
  - Mueller: „Dwie kobiety wśród trzcin”

Grupa rozpadła się w 1911, a oficjalnie zakończyła działalność 1913.
- k. 1911 Monachium, wokół Wasilija Kandinskiego i Franza Marca – „Błękitny Jeździec”
  - związek z filozofiami egzotycznymi, „powrót do źródeł”, prymitywizm
  - Wasilij Kandinski: „über der Geistige In der Kunst” („O duchowości w sztuce”), zerwanie z naturą prowadzące do dekoracyjności
- obrazy:
  - Franz Marc: „Walczące formy”, „Wieża niebieskich koni”, „Niebieski koń I”
  - August Macke: „Pani w zielonym żakiecie”, „Dziewczęta pod drzewami”, „Port w Tunezji”
  - Kandinski: „Kościół w Murnau”, „Senna improwizacja”
  - grupa rozpadła się w 1914 z powodu śmierci Macke i Marca na froncie I wojny światowej i wyjazdu Kandinskiego z Niemiec

- Paul Klee, ur. k. Berna, ekspresjonistyczną działalność art. prowadził w Monachium
  - swoje malowanie określał mianem „improwizacji psychicznej”
  - obrazy malowane nerwowymi i gorączkowymi pociągnięciami pędzla
  - spotkania z Alfredem Kubinem, Schiele’em, Kandinskim, Markiem – pracował nad kolorem
  - 1920–1930 pracował jako wykładowca w Bauhausie
- obrazy: „Fen w ogrodzie Marca”, „Domy w Saint-Germain”,

Inni w Niemczech: Aleksiej Jawlensky, Max Beckmann, Lovis Corinth

## Ekspresjonizm wAustrii
Przedstawiciele austriackiego ekspresjonizmu:
- Richard Gerstl
  - jeden z najwcześniejszych austriackich ekspresjonistów
  - popełnił samobójstwo w 1908 r.

- Oskar Kokoschka
  - wpływ sztuki Wschodu i Klimta
  - sztuki teatralne: „Die träumende Knaben” (Marzący chłopcy) i „Mörder, Hoffnung der Frauen” (Morderca, nadzieja kobiet)
  - 1910 – współpracuje z „Der Sturm”
  - brał udział w I wojnie światowej
- Egon Schiele
  - popierany przez Klimta
  - twórczość to głównie autoportrety, kontrowersyjny (wyrok więzienia za „rozpowszechnianie pornografii”)
  - zmarł w roku 1918 w wieku 28 lat, w czasie epidemii grypy
- 3 marca 1910 pierwszy numer „Der Sturm”, założony przez Herwartha Waldena
  - prezentacja nurtów awangardowych: futuryzmu, kubizmu
  - inicjowanie dyskusji na tematy estetyczne
  - pisali do niego Franz Marc, Hans Arp i Kandinski oraz cudzoziemcy, m.in. Apollinaire, Leger, Marinetti, Delaunay
  - 1912 powstała galeria malarstwa Der Sturm (odbyła się w niej m.in. 1. wystawa „Der Blaue Reiter”)
- 1911 powstaje konkurencyjna do „Der Sturm” – „Die Aktion”
  - wydawca: Franz Pfemfert określił Die Aktion jako tygodnik polityczno-literacki
  - głównym celem jest zwalczenie wszystkiego, co jest „akulturą” (barbarzyństwem)

## Ekspresjonizm wPolsce
W październiku 1917 Jerzy Hulewicz założył w Poznaniu dwutygodnik literacko-artystyczny „Zdrój”. Czasopismu patronował Stanisław Przybyszewski. Pierwszy numer utrzymany był w duchu modernistycznym, następne jednak związane były z ekspresjonizmem.
W 1918 roku wokół czasopisma powstała awangardowa grupa artystyczna BUNT. Należeli do niej m.in. malarze i graficy: Jerzy Hulewicz, Małgorzata Kubicka, Stanisław Kubicki, Stefan Najgrakowski, Jan Panieński, Władysław Skotarek, Stefan Szmaj, Jan Jerzy Wroniecki, rzeźbiarz August Zamoyski oraz główni teoretycy grupy: Adam Boderski i Jan Stur. Blisko związana była z działalnością grupy Stanisława Przybyszewska, córka Stanisława Przybyszewskiego. Artyści BUNTU działali na styku dwóch kultur: polskiej i niemieckiej, współpracowali z awangardowymi środowiskami Berlina i Monachium, szczególnie z berlińską galerią „Die Aktion”, grupami „Die Brücke” i „Der Blaue Reiter” z Wassilim Kandinskim.
Pierwsza wystawa Buntu odbyła się w kwietniu 1918 roku w Poznaniu. Wziął w niej udział Jerzy Hulewicz, Małgorzata Kubicka, Stanisław Kubicki, Władysław Skotarek, Stefan Szmaj, Jan Jerzy Wroniecki, August Zamoyski. Wystawie towarzyszył specjalny zeszyt „Zdroju” zawierający manifest grupy, w którym proponowano rewolucyjne zmiany w zakresie formy i teorii sztuki. W emocjonalnej sztuce ekspresjonizmu znajdowali formę protestu przeciwko sztuce naturalistycznej i impresjonistycznej. Środkiem artystycznego wyrazu, jaki sobie upodobali obok malarstwa była, na wzór niemieckich ekspresjonistów, grafika, a zwłaszcza drzeworyt i linoryt. Grupa rozpadła się w 1920 roku. Jedną z przyczyn jej krótkiego trwania były narastające różnice stanowisk i wizji, silnie zarysowane indywidualności poszczególnych twórców.

## Kres ekspresjonizmu
- sytuacja ekonomiczna po I wojnie światowej:
  - kryzys, inflacja, nędza
  - niemożność kontynuowania pracy twórczej z powodu braku środków do życia
- zmieniła się sytuacja społeczna i oczekiwania wobec sztuki:
  - Ludwig Meidner: „To, czego potrzebujemy, to fanatyczny, płomienny naturalizm, wiarygodność żarliwa, odważna i bezpośrednia.”
  - poniesiona klęska w wojnie, odprężenie po niej ⇒ ruchem bardziej odpowiadającym ówczesnym nastrojom stał się dadaizm
  - władza Hitlera i jego nienawiść do sztuki awangardowej, 1937 Monachium – wystawa „sztuki wynaturzonej.”